# Edgar Hayes
Edgar Junius Hayes (* 23. Mai 1904 in Lexington, Kentucky; † 28. Juni 1979 in San Bernardino in Kalifornien) war ein US-amerikanischer Jazz-Pianist und Bandleader.

## Leben
Edgar Hayes studierte an der Fisk und der Wilberforce University und spielte von 1931 bis 1936 mit der Mills Blue Rhythm Band. Von 1937 bis 1940 leitete er eine eigene Swing-Formation, mit der er 1938 Tourneen durch Europa machte. Zu seinen Musikern zählten u. a. Earl Bostic, Kenny Clarke, Curtis Counce, Buddy Collette, Teddy Bunn, Buster Bailey, Jimmy Archey Joe Garland und David „Jelly“ James. 1938 spielte kurz auch Dizzy Gillespie im Orchester von Hayes. 1949 hatte er einen Hit in den R&B-Charts mit Fat Meat’n’Greens. In späteren Jahren spielte Edgar Hayes bis in die 1970er Jahre in Clubs in Kalifornien.

## Diskografie (Auswahl)
- Edgar Hayes: 1937–1938 (Classics); 1938–1948 (Classics)